# Gaultheria gracilis
Gaultheria gracilis är en ljungväxtart som beskrevs av John Kunkel Small. Gaultheria gracilis ingår i släktet Gaultheria och familjen ljungväxter. Inga underarter finns listade i Catalogue of Life.